# 薩特爾山 (阿爾高阿爾卑斯山脈)
47°24′56″N 10°26′20″E / 47.41556°N 10.43889°E

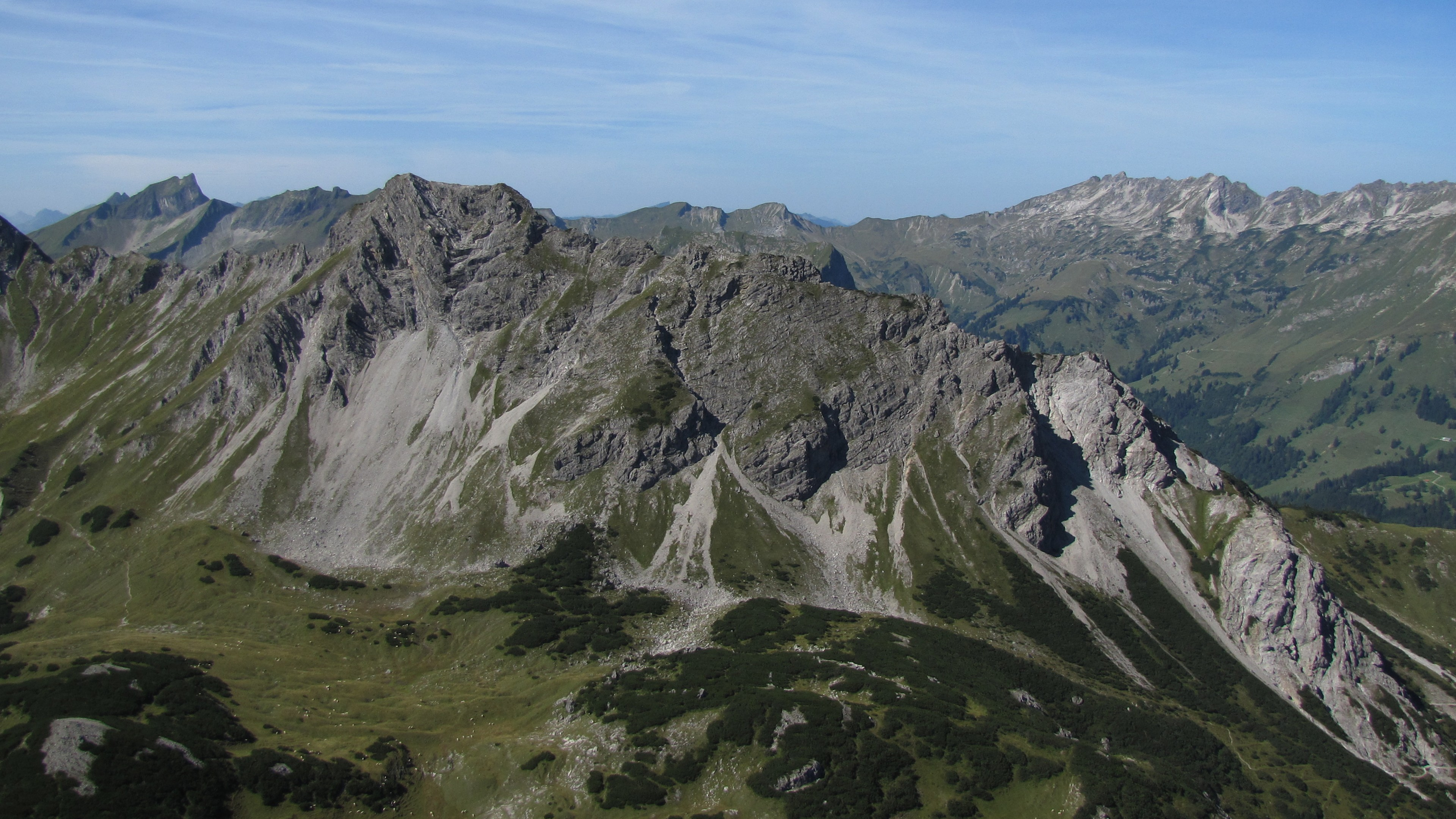

薩特爾山（德語：Sattelkopf），是德國的山峰，位於該國東南部，由巴伐利亞負責管轄，屬於阿爾高阿爾卑斯山脈的一部分，距離萊希萬德山0.8公里，海拔高度2,097米。